# Лаймстон-Крик (Флорида)
Лаймстон-Крик (англ. Limestone Creek) — статистически обособленная местность, расположенная в округе Палм-Бич (штат Флорида, США) с населением в 569 человек по статистическим данным переписи 2000 года.

## География
По данным Бюро переписи населения США статистически обособленная местность Лаймстон-Крик имеет общую площадь в 1,29 квадратных километров, водных ресурсов в черте населённого пункта не имеется.
Статистически обособленная местность Лаймстон-Крик расположена на высоте 3 м над уровнем моря.

## Демография
По данным переписи населения 2000 года в Лаймстон-Крик проживало 569 человек, 124 семьи, насчитывалось 157 домашних хозяйств и 166 жилых домов. Средняя плотность населения составляла около 441,09 человек на один квадратный километр. Расовый состав населённого пункта распределился следующим образом: 17,22 % белых, 77,33 % — чёрных или афроамериканцев, 0,18 % — коренных американцев, 1,05 % — азиатов, 2,46 % — представителей смешанных рас, 1,76 % — других народностей. Испаноговорящие составили 9,49 % от всех жителей статистически обособленной местности.
Из 157 домашних хозяйств в 45,2 % воспитывали детей в возрасте до 18 лет, 42,0 % представляли собой совместно проживающие супружеские пары, в 31,2 % семей женщины проживали без мужей, 20,4 % не имели семей. 15,9 % от общего числа семей на момент переписи жили самостоятельно, при этом 3,8 % составили одинокие пожилые люди в возрасте 65 лет и старше. Средний размер домашнего хозяйства составил 3,62 человек, а средний размер семьи — 4,02 человек.
Население статистически обособленной местности по возрастному диапазону по данным переписи 2000 года распределилось следующим образом: 38,8 % — жители младше 18 лет, 7,7 % — между 18 и 24 годами, 29,9 % — от 25 до 44 лет, 16,3 % — от 45 до 64 лет и 7,2 % — в возрасте 65 лет и старше. Средний возраст жителей составил 28 лет. На каждые 100 женщин в Лаймстон-Крик приходилось 96,2 мужчин, при этом на каждые сто женщин 18 лет и старше приходилось 81,3 мужчин также старше 18 лет.
Средний доход на одно домашнее хозяйство статистически обособленной местности составил 31 125 долларов США, а средний доход на одну семью — 30 875 долларов. При этом мужчины имели средний доход в 33 239 долларов США в год против 22 750 долларов среднегодового дохода у женщин. Доход на душу населения статистически обособленной местности составил 31 125 долларов в год. 7,0 % от всего числа семей в населённом пункте и 8,5 % от всей численности населения находилось на момент переписи населения за чертой бедности, при этом 6,1 % из них были моложе 18 лет и 34,5 % — в возрасте 65 лет и старше.